# Sa'Adyah ben Yōsēf al-Fayyūmī
Saʿadya ben Yōssef (Dilas, 882 o 892 – Baghdad, 16 maggio 942) è stato un rabbino egiziano di fede e cultura ebraica.
Saʿadya Gaʾon (ebraico רב סעדיה בן יוסף גאון סורא Rav Saʿadya ben Yōssef Geʾon Sūra, in arabo سعيد إبن يوسف الفيّومي‎?, Saʿīd ibn Yūsuf al-Fayyūmī), detto רס״ג (acronimo RASSAG), fu un rabbino del X secolo, attivo in Egitto e nella Babilonia medievale (Iraq), nel Califfato Abbàside. Nacque a Dilas nell'882 o nell'892 e morì a Baghdad nel 942.
Gaʾon (Rosh Yeshiva, ossia direttore accademico) della città di Sura, egli fu una delle più celebri alte autorità spirituali. e scientifiche del periodo dei Gaonim.
La sua vita e le sue opere furono una successione ininterrotta di lotte e battaglie impegnate per assicurare la sopravvivenza e la perennità del Giudaismo rabbinico babilonese.
Questo nel momento in cui era al massimo fulgore politico e culturale la civiltà arabo-musulmana. Oltre alle numerose conversioni all'Islam che accompagnò la recente conquista araba, l'instabilità politica che ne risultò comportò lotte per l'influenza tra il nucleo ebraico della Terrasanta e quello attestato a Babilonia, tra istanze temporali che vedevano attivi l'esilarca che guidava gli esiliati ebrei di Babilonia e spirituali e i Gaonim, direttori delle accademie talmudiche di Babilonia.
Il Giudaismo doveva confrontarsi con una profonda crisi, chiosato dall'ascesa dei fondamentalisti Caraiti (Figli della Scrittura), che respingevano la tradizione orale rabbinica a favore delle sole Scritture. A fronte di un Giudaismo rabbinico elitario, fissato sulla sua interpretazione tradizionale e misticheggiante, percepita come irrazionale, il Caraismo incontra un crescente consenso.
Saʿadya è costretto a ritirarsi dall'esilarca David ben Zakkai e diventa il primo adepto del Giudaismo rabbinico a realizzare un'opera suscettibile di distruggere l'influenza intellettuale e religiosa del Caraismo e dell'Islam. Sistematizza e innova, nei campi della polemica religiosa, l'esegesi biblica, la filologia ebraica, la legge ebraica, la poesia liturgica e la filosofia ebraica. È conosciuto per i suoi lavori filosofico-teologici, in particolare il Sefer Emunot veDeot, primo importante tentativo dei conciliazione fra la tradizione ebraica rabbinica, il Logos (la ragione, nell'accezione greca del termine) e la scienza.
Se Saʿadya non ha avuto, all'esterno delle comunità ebraiche, l'influenza di pensatori ebraici medievali come Abraham ibn 'Ezra o Gersonide, essi sono però fortemente indebitati con lui per il rinnovamento cui partecipano del rinnovamento della civiltà ebraica e dell'età dell'oro della cultura ebraica in Spagna di cui l'opera di Saʿadya ha gettato le basi. Egli s'è guadagnato un posto e una reputazione di assoluto rilievo nella storia e nel pensiero ebraico orientale e andaluso al quale il solo Maimonide ha potuto pretendere di partecipare a pieno titolo in una fase successiva.

## Biografia
Le fonti principali sulla vita di Saʿadya sono, fino al XIX secolo, la Lettera di Sherira Gaon, che ricorda Saʿadya in modo conciso ed elogiativo, e il Sefer ha-Qabbala (Il libro della trasmissione) di Abraham ibn Dawd Halevi, che riprende il contenuto della Lettera. Saʿadya non ha lasciato, con l'eccezione di qualche indicazione nel suo Sefer ha-Galui (Il libro aperto), note al riguardo, e la biografia di Saʿadya redatta da suo figlio Dossa su domanda di Hasday ibn Shaprut, non ci è pervenuta.
Nel XIX secolo, l'orientalistica permise di riscoprire l'opera di Saʿadya, e nuovi studi furono dedicati dagli adepti della Wissenschaft des Judentums («scienza del Giudaismo») al pioniere della scienza e della cultura ebraica. Essi si basavano, oltre che sulle testimonianze tradizionali, sulla letteratura polemica dell'epoca, e il racconto di Nathan HaBavli, leggermente posteriore a quello di Sherira ed è più circostanziato. Lo studio dei documenti della Geniza del Cairo, scoperti verso la fine del XIX secolo ma effettivamente cominciati a studiare solo nel secolo successivo da Solomon Schechter, quindi di Shlomo Dov Goitein e tuttora in corso di studio, permette di gettare luce su opere "perdute" e finanche sconosciute, si possono trovare corrispondenze e documenti comunque in grado di gettare nuova luce sulla vita di Saʿadya e sulla sua epoca.

### Gioventù
Numerose leggende parlano della vita di Saʿadya prima del 921. Solo il luogo di nascita - il villaggio di Dilatz, nell'oasi del Fayyum in Egitto - è cosa certa.
Saʿadya ha scritto nel suo Sefer ha-Galui di essere discendente di personaggi illustri, quale Shelah figlio di Juda, e Hanina Ben Dossa, un ebreo devoto del I secolo celebrato da numerosi racconti del Talmud (aveva per questo motivo nominato uno dei suoi figli, Dossa).
I suoi detrattori assicuravano di avere saputo da fonte sicura che la sua famiglia era convertita al Giudaismo di fresca data, e che suo padre, modello di débauche, avrebbe esercitato mestieri vili prima di essere costretto dalla sua indigenza a lasciare l'Egitto per Giaffa, e di morire nella storica patria d'Israele in miseria..
Per Henry Malter Ammesso che Saʿadya fosse un discendente di proseliti, le altre affermazioni però sono malevole, motivate da rivalità, abbandonate dopo il dissenso, e contraddette dalla Lettera di Sherira,. Lo storico Moshe Gil condivide quanto diceva Sherira e suggerisce che il padre di Saʿadya fosse un uomo pio e istruito.
A 20 anni circa, Saʿadya lasciò in Egitto la famiglia e i suoi discepoli per studiare con i maestri dell'ovest (della terra d'Israele), ai quali si rifacevano allora gli ebrei d'Egitto. Lo storico e viaggiatore arabo al-Mas'udi, che ha polemizzato con un certo Abū Kathīr Yaḥyā al-Kaṭīb, ricorda che costui aveva Saʿadya come discepolo.
Abū Kathīr potrebbe essere stato un Masoreta - e avrebbe insegnato a Saʿadya la 'masorah' - o un filosofo, ma egli non fu comunque il suo primo Maestro.
Saʿadya, prima del suo arrivo a Baghdad, corrispose col filosofo neoplatonico Isaac Israeli e avrebbe incontrato un altro filosofo, David ibn Marwan al-Mukkamas, ma nulla indica che essi l'abbiano ispirato.
L'acquisizione di conoscenze letterarie, rabbiniche e caraitiche, e di quelle scientifiche da parte di Saʿadya, manifeste fin dalle sue prime opere, nonché l'identità dei suoi primi Maestri, sono oggetto di discussione, visto che alcune sono di tono leggendario mentre altre si riferiscono nettamente al dibattito polemico (non meno caratterizzato da tratti leggendari).
A 20 anni, Saʿadya compose il Sefer Egron (che Graetz legge «Iggaron, primo lessico ebraico conosciuto, e tre anni più tardi, mentre egli era appunto in Egitto, avrebbe scritto il Libro della refutazione di Anan. Oltre a questo attacco nei confronti di Anan ben David, il precursore, se non il fondatore del Caraismo, Saʿadya avrebbe dibattuto pubblicamente con eruditi caraiti.. Questo stesso anno egli lasciò l'Egitto per la terra storica d'Israele, con l'intenzione di stabilirvisi, forse in seguito a rappresaglie organizzate dai Caraiti.

### La disputa del calendario
Ad Aleppo, Saʿadya venne a sapere che il Rav Aaron ben Meir, Nasi («Principe dirigente», delegato al calcolo calendariale religioso) della comunità palestinese e direttore della yeshiva di Ramla, aveva modificato una regola concernente il calcolo del calendario ebraico, secondo la quale il nuovo anno poteva essere ancora proclamato se il molad (la congiunzione lunare) si fosse realizzata dopo la dodicesima ora del giorno. Le ripercussioni sulla fissazione dei giorni di festa ebraica erano tanto più conseguenti rispetto al giudaismo babilonese, che assicurava la fissazione del calendario da numerosi secoli, e lo indusse a rifiutare tale modifica. Mercé l'influenza di Ben Meir, la sua direttiva si propagaò, malgrado i richiami reiterati della direzione babilonese all'area palestinese.
Le conseguenze di questa disputa sono religiose e politiche, giacché colui che riesce a convincere i membri, a fortiori i dirigenti e i notabili delle comunità ebraiche, ottiene de facto la preminenza su questi ultimi.
Convinto della giustezza dei calcoli babilonesi (aveva spedito una missiva a Yehuda Gaon quattro anni prima in merito al loro metodo), Saʿadya tentò di ragionare con Ben Meir, implorandolo di non causare un nuovo scisma in seno al Giudaismo, ma senza successo. Scrisse lettere alle numerose comunità, pregandole di non adottare l'innovazione proposta (tale fatto è rivelatore del suo prestigio all'interno del mondo ebraico). La disputa s'avvelenò, e gli attacchi personali si moltiplicarono.
Le autorità religiose irachene, incapaci di mettere un freno a Ben Meir pensarono di far ricorso al governo, poi incaricarono Saʿadya di scrivere nel 922, al culmine della crisi, il Sefer Zikkaron ouMeguila LeDorot (Libro [del] memoriale e Rotolo per le generazioni), diretto alle comunità della diaspora. Tale libro, del quale sopravvivono solo pochi frammenti, doveva essere letto il 20 Elul. Ricordava i «misfatti» di Ben Meir, ed era accompagnato da un avvertimento affinché simili trambusti non si ripetessero più in futuro. Saʿadya compose anche un'opera intitolata Sefer haMo'adim (Libro dei Tempi fissati).
L'agitazione si calmò, gli ebrei della terra d'Israele adottarono definitivamente il calcolo babilonese (iracheno) e Ben Meir non fu più menzionato. Secondo Alexander Marx, i due libri furono redatti mentre la controversia aveva già trovato una sue regolamentazione.
La fine della controversia fu la prima tappa nell'adozione della Halakha babilonese dall'insieme delle comunità ebraiche, dalla terra d'Israele a quelle della diaspora. Essa si tradusse nell'ascesa di Saʿadya e nel favore dell'esilarca David Ben Zakkai, che gli spalancò la via verso il gaonato.

### Carriera accademica e nomina al posto di Gaon

#### A Pumbedita
I servizi resi da Saʿadya in favore della coesione comunitaria, come pure il riconoscimento delle sue competenze nel campo degli studi scientifici ed ebraici, valsero a Saʿadya l'elevazione al rango di Aluf e di Resh Kalla. nell'accademia di Pumbedita, uno dei due poli del sapere ebraico in Babilonia.
Saʿadya intraprende la sua opera educativa: pur proseguendo le sue polemiche con i Caraiti, insegna ai suoi studenti, in grandissima maggioranza arabofoni, a riscoprire la Bibbia ebraica secondo la tradizione rabbinica. Facilita il loro apprendimento dell'ebraico biblico, redigendo le prime opere sistematiche di grammatica ebraica, riunite sotto il titolo di Kitāb faṣīḥ lughat al-ʿibrāniyyīn (Libro dell'Eleganza della Lingua degli Ebrei), e la comprensione del Testo sacro, scrivendo la prima traduzione in arabo della Bibbia, chiamata «Tafsīr» (in arabo تفسير‎?, "esegesi"), accompagnata da un commentario che si basa, per la prima volta, tanto sul testo quanto sulla tradizione.
Compone anche un libro di preghiere, che tende a ottenere un rito unico di preghiere, valido tutto l'anno e per l'insieme della Diaspora ebraica.
Scrisse una refutazione a 200 quesiti posti da Hiwi al-Balkhi, un ebreo afghano precursore della critica biblica, che si è scoperto aver ripreso certi insegnamenti svolti da alcuni insegnanti di Pumbedita.

#### A Sura
Alla morte del Gaon Yom Tov Kahana bar Yaaqov, nel 926, l'accademia di Sura era arrivata a un punto di tale declino che l'esilarca David ben Zakkai si propose, su consiglio del Gaon di Pumbedita, Mar Cohen Tzedek, di chiudere questa scuola un tempo brillante, fondata da Rav, il padre degli studi talmudici in Babilonia. La morte del candidato al Gaonato onorario, sopraggiunta ancor prima dell'assunzione delle sue funzioni, lo dissuase.
L'esilarca impose a Saʿadya due anni più tardi, malgrado le voci di protesta elevate contro la nomina di uno «straniero» (un ebreo egiziano e non babilonese) a un posto che era destinato ai membri di determinate famiglie, e la reticenza di Nissim Nahrawani, Resh Kallah di Sura, che temeva che la forte personalità di Saʿadya fosse incompatibile con la docilità che David ben Zakkai si attendeva da un Gaon.
L'attività di Saʿadya si concentrò sulla Halakha (legge ebraica). Redasse numerosi responsa, e le prime monografie in materia, privilegiando per la prima volta il giudeo-arabo al giudeo-aramaico babilonese, nella speranza di una maggiore accessibilità ai testi.
La scelta di Ben Zakkai si rivelò giudiziosa e l'accademia riacquistò il suo posto predominante sotto la direzione di Saʿadya. Tuttavia una disputa non tardò a scoppiare tra Saʿadya e Ben Zakkai, come temeva Nissim Nahrawani.

### Disputa con David ben Zakkai
Secondo il resoconto di Nathan HaBavli, tutto cominciò per una questione d'eredità, per cui Saʿadya rifiutò di controfirmare un'ordinanza già firmata dall'esilarca, ritenendo che David avesse abusato della sua posizione. I due uomini rimasero sulle loro posizioni e il tono crebbe.
David ben Zakkai depose Saʿadya, nominando al suo posto Yossef ben Ya'cov ben Satya, erudito minore ma fratello dell'antico Gaon, Yom Tov Kahana. Saʿadya depose a sua volta David, nominando al suo posto suo fratello minore, Yoshia (Hassan) ben Zakkai.

È possibile che tensioni si fossero già prodotte fra i due uomini, a meno che la loro controversia non riguardasse tanto una divergenza ideologica quanto una lotta per l'influenza.
L'affare fu dibattuto per due anni, fino alla corte del califfo abbaside al-Muqtadir, e si rafforzò grazie a una campagna di propaganda, nel corso della quale David ben Zakkai e il suo principale sostenitore, Aaron ibn Sarjadu, si impegnarono con velenosi pamphlet contro Saʿadya. I loro attacchi, in particolare quelli di Aaron ibn Sarjadu, furono così feroci che un Caraita dell'epoca pensò bene di ricopiarli, irridendo l'intensità delle controversie tra i Rabbaniti. Saʿadya, per tutta risposta, compose il suo Sefer HaGaloui.
L'affare prese una piega decisiva nel 932, al momento dell'accesso al potere del califfo al-Qahir. Questi, che aveva bisogno di fondi, accolse volentieri il «presente» portato dai partigiani dell'esilarca, mentre l'influenza dei figli di Netira, sostenitori di Saʿadya, declinava. Egli esiliò Hassan ben Zakkai, che morì nel Khorasan. Agì in identico salomonico modo per Saʿadya, e gli impedì di prender parte alla vita pubblica.
Fu in esilio che Saʿadya compose il commentario al Sefer Yetsirah, completato nel 931, e il suo capolavoro, l'Emounot veDeot due anni più tardi.
Secondo Nathan HaBavli, si verificò nel 937 una riproposizione della disputa in occasione di un processo, in cui una delle parti reclamò l'arbitrato di Saʿadya, malgrado la collera di David ben Zakkai.
Bishr ben Aaron ben Amram, finanziere della corte, e incidentalmente suocero di Ibn Sardjadu, convocò l'esilarca e gli impose di mettere fine alla disputa.
La riconciliazione tra Saʿadya e Ben Zakkai ebbe luogo il giorno del digiuno di Esther, e Saʿadya fu l'ospite di David in occasione della festa di Purim. Saʿadya riprese quindi la direzione di Sura qualche tempo più tardi.
Saʿadya non conservò rancore verso Ben Zakkai, sostenendo l'investitura di Juda nel 940, dopo la morte di suo padre. Quando Juda fu assassinato, qualche mese dopo, Saʿadya s'occupò personalmente di allevare ed educare il nipotino Hizkiya.
Indebolito da una vita di lotte, Saʿadya Gaon morì a Sura il 26 Iyar 4602 (corrispondente al 16 maggio 942), di «bile nera», secondo una tradizione riferita da Ibn Dawd, la cui fonte sembra verosimilmente essere Dossa.
Il viaggiatore Beniamino di Tudela disse di aver visto la sua tomba a Mata Mehassia, a fianco di quella di Sherira Gaon, Hai Gaon e Samuel ben Hofni.

### Dopo Saʿadya
Dopo la morte di Saʿadya, Ibn Satya prese la conduzione di Sura, ma non aveva il vigore intellettuale del suo predecessore, e l'Accademia si fermò per 45 anni. Un ultimo tentativo, condotto d'intesa tra il collegio di Sura e quello di Poumbedita, di rilevare l'Accademia ebbe luogo sotto la tutela di Samuel ben Hofni, istituita d'urgenza da suo cognato, Hai Gaon. Dossa gli succedette per 6 anni.
Quattro studenti di Sura, partiti per mare per raccogliere contributi, furono catturati in mare dall'ammiraglio andaluso Ibn Ruḥamis, prima di essere riscattati dalle comunità di diversi paese, ove essi avrebbero eretto importanti accademie talmudiche). Uno di costoro, Moshe ben Hanokh, trasmise in Spagna il retaggio dei Gaonim, e fece conoscere a Hasday ibn Shaprut l'opera di Saʿadya. Altri discepoli, in particolare Dunash ben Labrat, divulgarono l'insegnamento di Saʿadya in Spagna, dove esso ebbe un effetto rivoluzionario, dalla quale nacque l'età dell'oro della cultura ebraica in Spagna.

## Pensiero
Sa‛adyāh nacque quando il giudaismo si stava aprendo agl'influssi della civiltà araba (antecedentemente il giudaismo era chiuso in sé stesso) e di conseguenza a quelli della civiltà classica. Egli fu capace di fissare le nuove forme dello sviluppo futuro del giudaismo, componendo, per ciascuno dei campi della cultura ebraica, opere destinate a rimanere pilastri culturali per secoli. Condenso in sé il sapere tradizionale giudaico delle età a lui passate e a questo vi collegò una vasta conoscenza del mondo arabo circostante. Illuminato dalle nuove forme di cultura sostenne l'ebraismo tradizionale garantendo a quest'ultimo la vittoria sul caraismo, ridotto in seguito alle proporzioni di un movimento periferico. Grazie alla sua propensione verso un metodo altamente scientifica e razionale egli fu pioniere di diverse correnti filosofico-culturali. Fu il fondatore della filosofia ebraica medievale, della scienza linguistica ebraica medievale. La sua traduzione araba della Bibbia promosse il fiorire della cultura ebraica nei paesi dell'Islām e divenne la traduzione classica araba della Bibbia per tutti gli Ebrei parlanti arabo e anche all'infuori dell'ambiente ebraico.

## Opere
La produzione di Saʿadya viene calcolata essere superiore alle 100 opere, la maggioranza delle quali perduta o ancora da scoprire. La grande maggioranza delle opere di Sa‛adyāh andarono perdute nel corso dei secoli; e solo negli ultimi tempi, grazie specialmente alla ghenizah cairina (Geniza del Cairo), sono stati recuperati numerosi frammenti delle opere andate perdute. Grazie alla vastità di opere ritrovate è ora possibile comprendere quanto Sa‛adyāh fosse prolifico. Le sue produzioni sono per la maggior parte scritte in arabo e solo una minoranza di queste è scritta in ebraico.
Se ha composto brani liturgici e responsa in ebraico, Saʿadya ha più spesso scritto in giudeo-arabo, privilegiando la lingua vernacolare degli ebrei al giudeo-aramaico, per molti troppo letteraria. I temi, i metodi del suo insegnamento e le sue grandi linee di pensiero, le questioni che egli pose sono intessuti di cultura araba, ma le risposte - non necessariamente originali - rimangono profondamente ancorate alla tradizione ebraica. 
L'opera che ha goduto di una maggiore diffusione è scritta in arabo ed è il "Libro delle credenze religiose e dei dogmi" (kitāb al-Amānāt wa'l-I‛tiqādāt). Sa‛adyāh produce quest'opera seguendo un metodo ben preciso: si attiene ai metodi del Kalām, seppur rimanendo aperto ad alcuni elementi esterni. Di fatto riesce a produrre un sistema compiuto delle credenze religiose ebraiche, filtrando queste attraverso la regione e l'esperienza sensoriale. Il libro venne poi tradotto in ebraico nel XI secolo e successivamente nel XII secolo. La seconda traduzione, di "Judah ben Saul ibn Tibbon", riscontrò un notevole successo: si diffuse largamente in tutta la diaspora giudaica, esercitando profonda influenza sul giudaismo, in alcune cerchie fino ad oggi. Fu anche un abile traduttore, tradusse la Bibbia dall'ebraico all'arabo. Fu una traduzione rilevante per diverse ragioni: anzitutto era destinata ad un'ampia diffusione, secondariamente era chiara e comprensibile ed infine fu la prima volta nella storia che la Bibbia veniva tradotta dall'ebraico all'arabo.
I Libri della lingua (kutub al-Lughah) sono la più antica grammatica ebraica conosciuta; in conformità di modelli arabi, o almeno sotto l'influsso della linguistica araba, essi pongono le basi della scienza grammaticale ebraica.
L'opera intera di Saʿadya mira alla sopravvivenza spirituale di un Giudaismo fedele alla sua tradizione, in un mondo nuovo col quale è possibile peraltro realizzare una relazione reciprocamente fruttuosa.

### Polemica
La polemica percorre l'opera di Saʿadya e certe sue opere sono esclusivamente dedicate ad essa.
Appassionato quando esse sono rivolte agli individui, più posata quando essa rifiuta delle dottrine, la sua penna è principalmente diretta, oltre alle sue lotte personali, contro il Caraismo, e in misura minore, contro lo scetticismo razionalista, il Cristianesimo e l'Islam.

#### Opere anti-caraite
I Caraiti rifiutavano, come i Sadducei prima di loro, l'autorità della Torah orale (Torah SheBe'al Pe), tradizione di esegesi della Miqra, o Tanakh (la Bibbia ebraica), pilastro del Giudaismo farisaico, poi rabbinico. Avendo sviluppato un'interpretazione della Miqra basata sul testo stesso della Miqra, e in accordo con la ragione, il Caraismo, malgrado non esistesse più da un secolo e mezzo, all'epoca di Saʿadya aveva guadagnato numerosi adepti nella comunità ebraica, e minacciava l'esistenza stessa delle accademie babilonesi, centro della vita ebraica dell'epoca. L'opera di Saʿadya lascia una traccia così profonda nella coscienza caraita, e ciò fino al XIX secolo, quando uno studiosi di Caraitismo di quell'epoca, Samuel Poznanski, aveva raccolto di frammenti di opere di più di quarantanove autori diretti contro le sue idee. L'unica citazione di un autore in una diatriba di Saʿadya era considerata da molti sapienti, tra cui Graetz, come una prova dell'adesione di tale autore al Caraismo. È, ad esempio, il caso di Aaron ben Asher, il Masoreta il cui codice costituisce autorevole riferimento in materia di redazione dei rotoli della Torah. Aron Dotan ha tuttavia prodotto argomenti favorevoli all'adesione di Aaron ben Asher al Giudaismo rabbinico e arguisce che il Ben Asher oggetto d'invettiva da parte di Saʿadya sia un certo Abu l-Tayyib Samuel ben Asher al-Jabali. La controversia accademica prosegue tuttora.